# Singahi Bhiraura
Singahi Bhiraura é uma cidade e uma nagar panchayat no distrito de Kheri, no estado indiano de Uttar Pradesh.

## Demografia
Segundo o censo de 2001, Singahi Bhiraura tinha uma população de 17,125 habitantes. Os indivíduos do sexo masculino constituem 52% da população e os do sexo feminino 48%. Singahi Bhiraura tem uma taxa de literacia de 37%, inferior à média nacional de 59.5%: a literacia no sexo masculino é de 43% e no sexo feminino é de 30%. Em Singahi Bhiraura, 16% da população está abaixo dos 6 anos de idade.